# Parobé
Parobé é um município brasileiro do estado do Rio Grande do Sul, situada na Região Metropolitana de Porto Alegre e localiza-se a 70 quilômetros da capital estadual.

## Origem do nome
Segundo o livro "A origem do nome dos municípios", de Giovani Cherini, antes de a região se apresentar desenvolvida,
as localidades eram conhecidas pelos nomes das fazendas que ali existiam. Em 1904, foi inaugurada a estação ferroviária, que recebeu o nome de "Parobé" em homenagem ao engenheiro João José Pereira Parobé, secretário de Obras Públicas do
Estado e engenheiro responsável pelo projeto ferroviário Novo-Hamburgo-Taquara-Canela. Assim, a própria localidade passou a ser denominada Parobé.
Quanto à origem etimológica deste sobrenome, o dicionário de Tupi-Guarani de Silveira Bueno traz que "Parobé" vem do Tupi-Guarani ypá ("lagoa") + robe ("amarga").

## Administração
- Prefeito: Diego Dal Piva da Luz  (2021/2024)
- Vice-Prefeito: Alex Luis de Souza
- Presidente da Câmara: Marcos Antônio Friedrich (2021/2022)[7]

### Lista de ex-prefeitos
|    | Ano                        | Prefeito (a)                   | Partido |
| -- | -------------------------- | ------------------------------ | ------- |
| 1  | 1982                       | José Alexandre Haack           | PDS     |
| 2  | 1988                       | Irton Bertoldo Feller          | PMDB    |
| 3  | 1992                       | José Alexandre Haack           | PDS     |
| 4  | 1996                       | Irton Bertoldo Feller          | PMDB    |
| 5  | 2000                       | Irton Bertoldo Feller          | PMDB    |
| 6  | 2004                       | Gilda Maria Kirsch             | PTB     |
| 7  | 2008                       | Gilda Maria Kirsch             | PTB     |
| 8  | 2012                       | Cláudio Roberto Ramos da Silva | PT      |
| 9  | 2017                       | Moacir Jagucheski (interino)   | PPS     |
| 10 | 2018                       | Irton Bertoldo Feller          | PMDB    |
| 11 | 2019                       | Maria Eliane Nunes (interina)  | MDB     |
| 12 | 2020 (Eleição suplementar) | Diego Dal Piva da Luz          | PDT     |
| 13 | 2020                       | Diego Dal Piva da Luz          | PDT     |

## Demografia
Em 2013 numa pesquisa divulgada pela ONU mostrou que Parobé atualmente está com o IDH-M alto (0,704), o que indicaria um índice inferior a publicação anterior em que a cidade estava mais elevada. Ainda é constatado que a longevidade está muito alta, a renda alta e a educação ainda em baixo desenvolvimento.

### Crescimento populacional
| Ano  | População |
| ---- | --------- |
| 1984 | 11.817    |
| 1991 | 31.995    |
| 1996 | 40.375    |
| 2000 | 44.776    |
| 2007 | 48.713    |
| 2010 | 51.502    |
| 2016 | 55.893    |
| 2017 | 56.277    |
| 2018 | 57.660    |
| 2019 | 58.272    |
| 2022 | 52.058    |

## Economia
Muito antes de sua emancipação, na década de 1900 e 1910, a produção agrícola, mais especificamente a mandioca era a principal economia da vila, além disso, carpinteiros, ferreiros e sapateiros davam seu jeito de lucrar na produção artesanal. Hospedarias e armazéns abasteciam o povo que ali habitava, havendo apenas uma serraria e um moinho de grãos.
A transformação e divisão de terras, transformou a vila em minifúndios, não tendo condições de sobrevivência para as próximas gerações, desde então jovens começaram a migrar e trabalhar em cidades como Porto Alegre e Novo Hamburgo e outros, com mais poder econômico começavam então a instalar suas primeiras empresas calçadistas na vila, desde então, o crescimento no setor calçadista permanece até hoje.
O início das exportações levou ao grande crescimento de empresas e principalmente de empregos na década de 1970, a migração passou a ser significativa de pessoas de municípios distantes e até mesmo de outros estados, esse forte, rápido e contínuo crescimento fez com que Taquara não tivesse mais condições de atender as necessidades da população, já que não tinha escolas, hospitais, bancos, pavimentação de ruas e rede de água no distrito, levando assim a emancipação.

### Distrito Industrial
Em abril do ano de 2014, foi implantado o Distrito Industrial da cidade, localizado em "Santa Cristina do Pinhal".